# Tomasz Sokolowski
Tomasz Sokołowski est un footballeur norvégien d'origine polonaise, né le 25 juin 1985 à Szczecin en Pologne. Il évolue comme milieu relayeur. Tomasz est arrivé en Norvège en 1991 à l'âge de 5 ans et a donc obtenu la nationalité norvégienne.

## Sélection nationale
- Norvège : 1 sélection

Tomasz Sokolowski a joué pour les équipes de jeune de son pays d'adoption avant de connaitre sa seule (pour l'instant) sélection A le 29 janvier 2006 contre les États-Unis lors d'une cinglante défaite (0-5).
Au même titre que certains autres joueurs de ce match comme Steinar Pedersen, Tomasz n'est depuis plus convié en équipe nationale norvégienne.
Toutefois ce match n'étant qu'amical, il peut toujours choisir de jouer pour la Pologne.

## Palmarès
Vierge